# Eduardo José Castillo Pino
Eduardo José Castillo Pino (ur. 21 marca 1970 w Guayaquil) – ekwadorski duchowny rzymskokatolicki, od 2019 arcybiskup Portoviejo.

## Życiorys
Święcenia kapłańskie przyjął 20 listopada 1994 i został inkardynowany do archidiecezji Guayaquil. Przez wiele lat pracował jako wykładowca i dyrektor ds. studenckich w miejscowym seminarium. Od 2008 wikariusz biskupi dla wikariatu Santa Elena.
14 marca 2012 został mianowany biskupem pomocniczym Portoviejo ze stolicą tytularną Tarasa in Byzacena. Sakry biskupiej udzielił mu 1 czerwca 2012 abp Lorenzo Voltolini. We wrześniu 2018 został administratorem apostolskim wakującej archidiecezji, a 2 października 2019 otrzymał nominację na jej arcybiskupa metropolitę.